# Final de la Copa Mundial de Rugby de 2007

Alineaciones iniciales.

La Final de la Copa Mundial de Rugby de 2007 fue un partido de rugby que se jugó el sábado 20 de octubre de 2007 en el Stade de France de Saint-Denis. La jugaron Inglaterra y Sudáfrica.

## Camino a la final

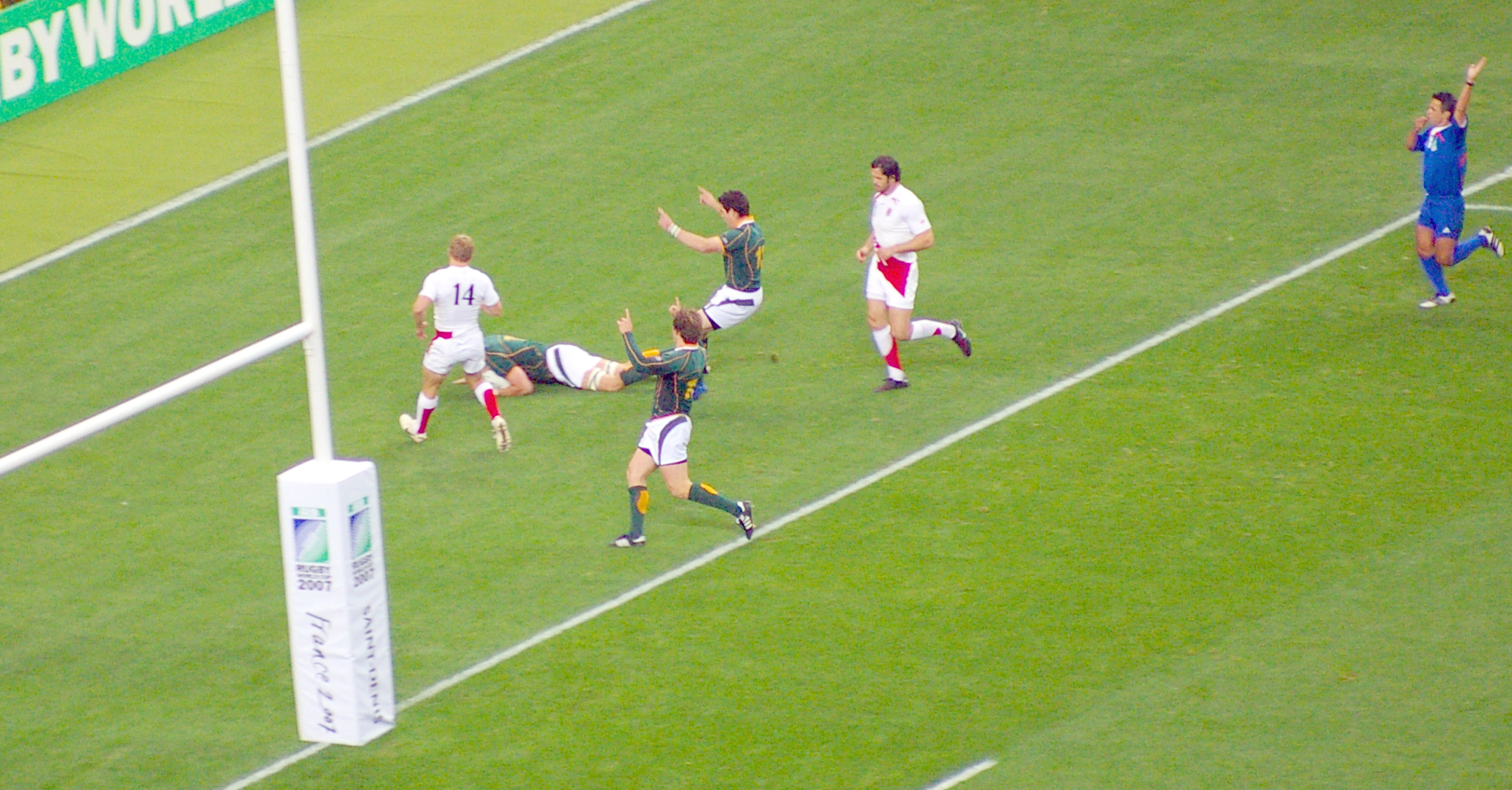
Partido por la fase de grupos.

La Rosa y los Springboks compartieron el grupo A junto con Samoa, Tonga y los Estados Unidos. Esta situación, de los finalistas compartiendo grupo, se repetiría en Nueva Zelanda 2011.

### Inglaterra
Los ingleses llegaron como reinantes campeones, con varios jugadores de aquel equipo y nuevas estrellas como Mark Cueto y Mathew Tait. Nuevamente para su campaña sería determinante Jonny Wilkinson.
En el segundo partido enfrentaron a Sudáfrica y por primera vez en su historia; fueron incapaces de marcar puntos, perdiendo increíblemente 0–36. En cuartos de final derrotaron a los Wallabies; repitiendo la anterior final y pese a tener menor posesión y dominio territorial; vencieron a Francia en semifinales.

### Sudáfrica
Los Springboks habían defraudado en el campeonato anterior y no llegaron como favoritos, pero las victorias ante La Rosa para ganar el grupo y ante Fiyi en los cuartos de final; los hizo candidatos.
En semifinales ganaron a los Pumas el partido más difícil, según el entrenador Jake White. Hoy se considera que Sudáfrica contó con su mejor generación de forwards: el pilar Os du Randt, el hooker John Smit (capitán), el segunda línea Victor Matfield, el ala Schalk Burger y el octavo Juan Smith; lo afirman. 

## Detalles del partido
| 20 de octubre de 2007, 21:00 | Inglaterra                 | 6 – 15  | Sudáfrica                                      | Estadio de Francia, Saint-Denis,                          |                                                           |
|                              | Penales Wilkinson 13', 44' | Reporte | Penales 7', 16', 40', 51' Montgomery 62' Steyn | Asistencia: 80.430 espectadores Árbitro(s): Alain Rolland | Asistencia: 80.430 espectadores Árbitro(s): Alain Rolland |

|  |  |

| FB             | 15 | Jason Robinson 47'     |
| WG             | 14 | Paul Sackey            |
| CT             | 13 | Mathew Tait            |
| CT             | 12 | Mike Catt 51'          |
| WG             | 11 | Mark Cueto             |
| AP             | 10 | Jonny Wilkinson        |
| MS             | 9  | Andy Gomarsall         |
| N8             | 8  | Nick Easter 65'        |
| AL             | 7  | Lewis Moody 63'        |
| AL             | 6  | Martin Corry           |
| SL             | 5  | Ben Kay                |
| SL             | 4  | Simon Shaw             |
| PL             | 3  | Phil Vickery 41'       |
| HK             | 2  | Mark Regan 63'         |
| PL             | 1  | Andrew Sheridan        |
| Sustituciones: |    |                        |
| HK             | 16 | George Chuter 63'      |
| PL             | 17 | Matt Stevens 41'       |
| N8             | 18 | Lawrence Dallaglio 65' |
| AL             | 19 | Joe Worsley 63' 71'    |
| MS             | 20 | Peter Richards 71'     |
| AP             | 21 | Toby Flood 51'         |
| CT             | 22 | Dan Hipkiss 47'        |
| Entrenador:    |    |                        |
| Brian Ashton   |    |                        |

| FB             | 15 | Percy Montgomery            |
| WG             | 14 | JP Pietersen                |
| CT             | 13 | Jaque Fourie                |
| CT             | 12 | François Steyn              |
| WG             | 11 | Bryan Habana                |
| AP             | 10 | Butch James                 |
| MS             | 9  | Fourie du Preez             |
| N8             | 8  | Danie Rossouw 72'           |
| AL             | 7  | Juan Smith                  |
| AL             | 6  | Schalk Burger               |
| SL             | 5  | Victor Matfield             |
| SL             | 4  | Bakkies Botha               |
| PL             | 3  | CJ van der Linde            |
| HK             | 2  | John Smit 72' 77'           |
| PL             | 1  | Os du Randt                 |
| Sustituciones: |    |                             |
| HK             | 16 | Bismarck du Plessis 72' 77' |
| PL             | 17 | Jannie du Plessis           |
| SL             | 18 | Johann Muller               |
| AL             | 19 | Wikus van Heerden 72'       |
| MS             | 20 | Ruan Pienaar                |
| AP             | 21 | André Pretorius             |
| CT             | 22 | Wynand Olivier              |
| Entrenador:    |    |                             |
| Jake White     |    |                             |

## Legado

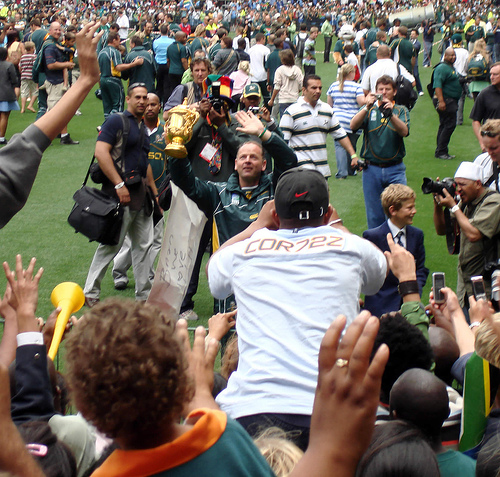
Jake White levanta la Copa.

Con el triunfo Sudáfrica alcanzó a Australia como las naciones con más mundiales obtenidos, esto duró hasta Inglaterra 2015. Os du Randt se convirtió en el primer sudafricano en ganar dos mundiales.
Los Springboks visitaron a Nelson Mandela, expresidente, con la Copa Webb Ellis y el líder se mostró orgulloso de que el plantel contará con entrenadores y jugadores negros. En el plantel de Sudáfrica 1995 solo era Chester Williams.
Fue el enfrentamiento más importante en la historia. Ambos equipos reeditarían el acontecimiento 12 años después; en la Final de 2019.